# فرنسيس إكس. ماكجرو
فرنسيس إكس. ماكجرو (بالإنجليزية: Francis X. McGraw)‏ هو عسكري أمريكي، ولد في 29 أبريل 1918 في فيلادلفيا في الولايات المتحدة، وتوفي في 19 نوفمبر 1944 في شتولبرغ في ألمانيا.